# Chron Gen
Chron Gen est un groupe de punk rock britannique. Le groupe se forme en 1978 à Hitchin, Hertfordshire, Angleterre. Il se dissout en 1984 

## Biographie

### Première période

#### Fondation
Le nom du groupe est une abréviation de "chronic generation",,,.
Chron Gen est initialement composé d'anciens membres des Xtras Condemned et Optional. Les membres du groupe comprennent Glynn (Baxter) Barber (chanteur / guitariste), Jon 'JJ' Johnson (batteur), Adam Warwicker (guitare basse) et Jon Thurlow (guitare rythmique), avec Pete Dimmock remplaçant Warwicker après l'enregistrement de la première démo du groupe,. 

#### Premier EP
Le groupe publie son premier EP, Puppets of War, en 1981 sur son propre label Gargoyle; Il passe près de dix mois dans l'Independent Chart du Royaume-Uni, culminant au numéro 4. Avec le succès de l'EP, Chron Gen est invité à rejoindre The Exploited, Discharge, Anti-Pasti et Anti-Nowhere League dans le cadre de la tristement célèbre tournée "Apocalypse Punk Tour 1981" au cours de l'été 1981. 

#### Premier album
Ils sortent un single sur le label Step Forward avant de passer à Secret Records, qui publie le premier album du groupe, Chronic Generation, en mars 1982. Il atteint le numéro 53 du classement britannique des albums, et est la dernière publication à présenter Thurlow, remplacé par Mark 'Floyd' Alison. Le groupe fait une tournée avec Anti-Nowhere League lors de leur tournée "So What" et effectue une tournée aux États-Unis pour soutenir l'album. Après un autre single, Dimmock partit pour rejoindre Chelsea (et plus tard Bandits at 4 O'Clock) et est remplacé par Roy Horner. 

#### Dernier album
L'ultime sortie du groupe est le mini-album de 1984, Nowhere to Run, qui est enregistré avant que Horner ne rejoigne et mette en vedette le musicien de session Nigel Ross-Scott à la basse. Le succès de l'album n'est pas à la hauteur du précédent et le groupe se sépare en octobre 1984. 

### Dissolution, reformations et nouvel album
Depuis, le groupe joue depuis de temps en temps lors de concerts de reformation. Floyd rejoint plus tard The Occasional Tables. Il décède le 31 octobre 1999. Pete Dimmock décède le 12 août 2011. Glynn Barber a obtenu son surnom "Baxter" après que son propre nom de famille ait été mal orthographié. Il visite régulièrement les pubs et les clubs locaux en tant qu’artiste solo utilisant ce nom. Il fait également partie d'un groupe hommage au glam rock, Rebel Rebel. Les membres survivants de Chron Gen se sont reformés pour le Festival Rebellion 2013. À partir de 2016, Chron Gen continue sa tournée (ils ont encore joué au festival Rebellion Punk) et ont sorti un album intitulé This is the Age.

## Discographie[8]

### Singles
- Reality (1981), Step Forward
- Jet Boy, Jet Girl (1982), Secret
- Outlaw (1982), Secret

### EP
- Puppets of War EP (1981), Gargoyle
- Nowhere to Run (1984), Picasso

### Albums[9]
- Chronic Generation (1982), Secret
- This is the Age (2016)

### Albums en concert
- Apocalypse Live Tour June '81 (Live at Leicester) (1982), Chaos Tapes
- Live at the Old Waldorf - San Francisco (1985), Picasso
- Free Live E.P. 7" recorded at the Regal Auditorium - Hitchin 9/12/81

### Compilations[10]
- The Best of Chron Gen (1994), Captain Oi!
- Puppets of War: The Collection (2004), Rhythm Vicar